# جيمي هارتلي
جيمي هارتلي (بالإنجليزية: Jimmy Hartley)‏ هو لاعب كرة قدم بريطاني (وحمل سابقاً جنسية المملكة المتحدة لبريطانيا العظمى وأيرلندا) في مركز مهاجم داخلي، ولد في 29 أكتوبر 1876 في دمبارتون في المملكة المتحدة، وتوفي في 12 نوفمبر 1913. لعب مع توتنهام هوتسبير ولينكولن سيتي أف سي ونادي برينتفورد ونادي بيرنلي ونادي دمبرتون ونادي رينجرز ونادي سندرلاند ونادي غيلينغهام وPort Glasgow Athletic F.C. ‏.